# San Agustín (Almería)
San Agustín es una localidad española de la provincia de Almería en la  comunidad autónoma de Andalucía perteneciente al municipio de El Ejido. En el año 2024 contaba con 2815 habitantes (INE).

## Festividades
Una de sus fiestas más importantes es la famosa hoguera el día de San Antón, cada 16 de enero, que se lleva celebrando desde la década de 1980, galardonada con el récord de Europa en 2003 por la hoguera más alta de Europa. También las fiestas patronales de San Agustín se realizan a finales de agosto y principios de septiembre en honor a su patrón San Agustín y a la Virgen de la Consolación.

## Otros
De todas las poblaciones o localidades que pertenecen al municipio de El Ejido es la más extensa en cuanto a territorio. Dispone del paraje natural Punta Entinas Sabinar con una amplia variedad de aves y demás animales.